# 30 august
ianuarie • februarie • martie  • aprilie  • mai  • iunie  • iulie  • august  • septembrie  • octombrie  • noiembrie  • decembrie
30 august este a 242-a zi a calendarului gregorian și a 243-a zi în anii bisecți. Mai sunt 123 de zile până la sfârșitul anului.

## Evenimente

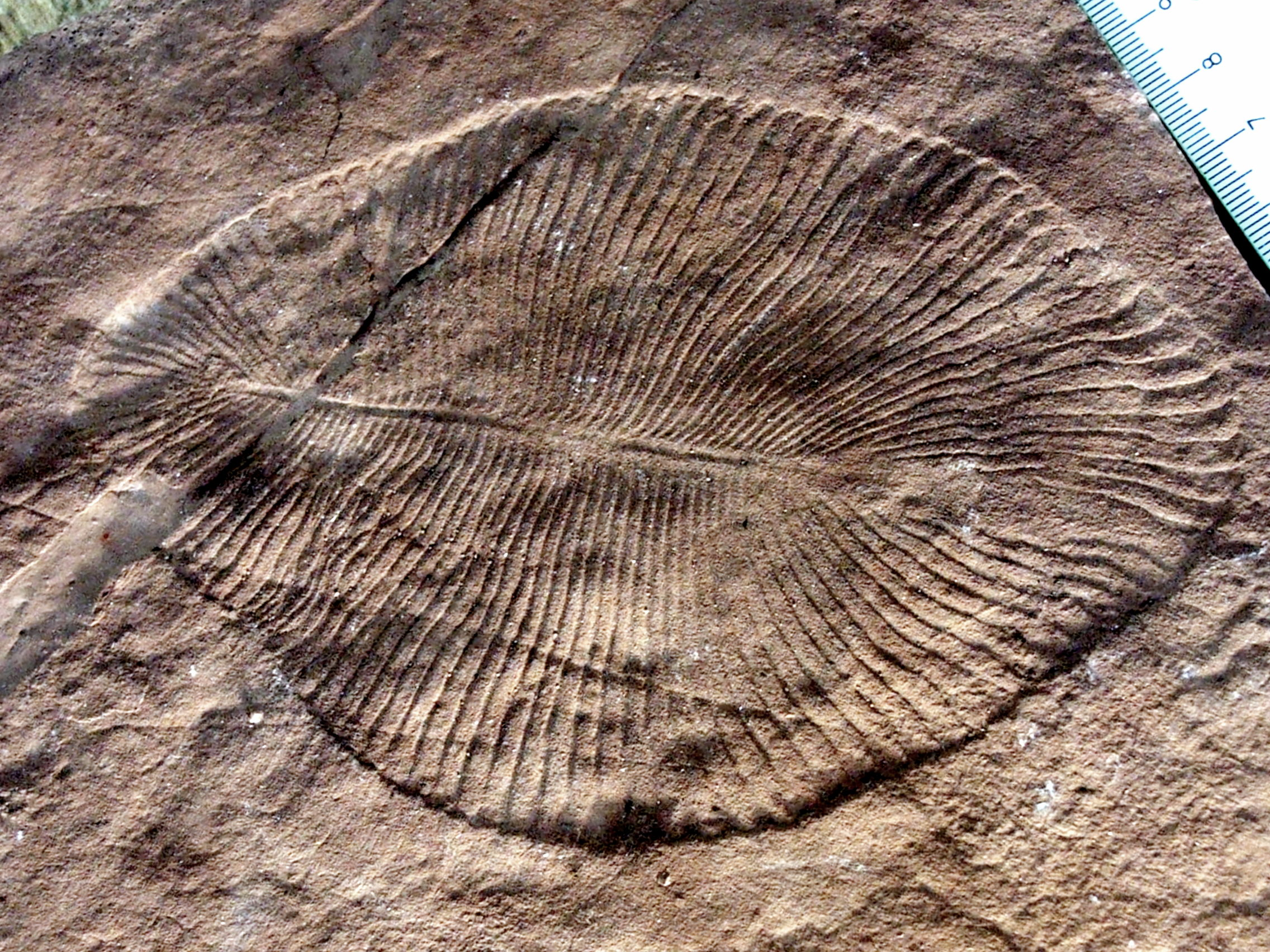
1909: Sunt descoperite fosile în șistul Burgess din Columbia Britanică, Canada. Acest depozit de fosile este renumit pentru conservarea excepțională a părților moi ale fosilelor sale vechi de 508 milioane de ani (Cambrianul mijlociu).

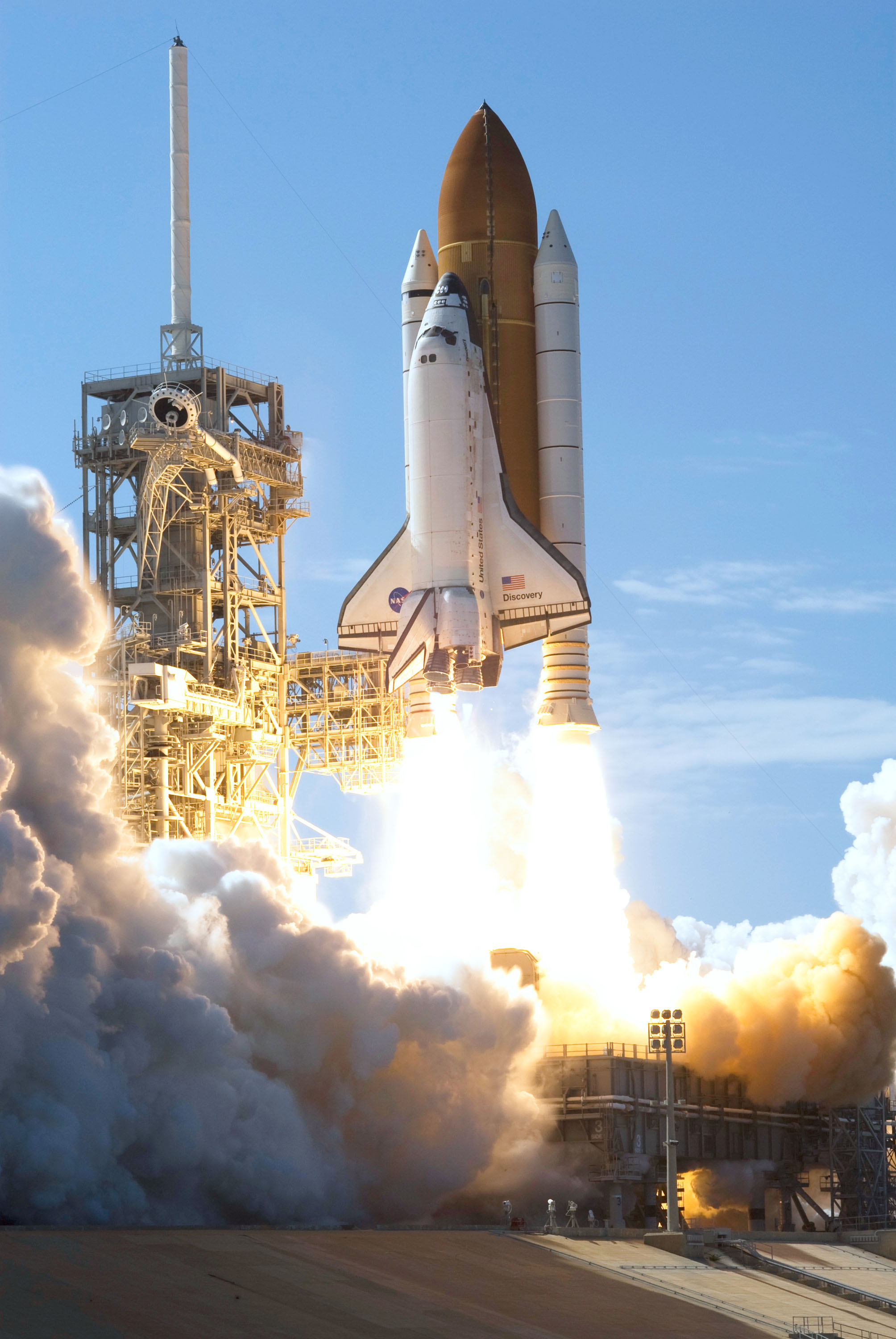
1984: Primul zbor al navetei Discovery.

- 1265: Prima mențiune documentară a Hunedoarei.
- 1464: Papa Paul al II-lea îi succede Papei Pius al II-lea ca cel de-al 211-lea papă.
- 1535: S-a încheiat înălțarea Bisericii Sfântul Dumitru din Suceava (începută la 10 august 1534), ctitorie a lui Petru Rareș, domn al Moldovei (1527-1538; 1541-1546)
- 1698: A apărut, la Iași, prima scriere filosofică românească: Divanul sau gâlceava înțeleptului cu lumea sau giudețul sufletului cu trupul, de Dimitrie Cantemir.
- 1877: Asaltul armatei române asupra redutei turcești PlevnaIII, în timpul războiului pentru independență.
- 1881: Inginerul francez Clement Ader (1841-1926) a patentat teatrofonul, primul sistem audio-stereo în Franța.
- 1909: Paleontologul american Charles Walcott descoperă fosile în șistul Burgess din Columbia Britanică, Canada.[1] Acest depozit de fosile este renumit pentru conservarea excepțională a părților moi ale fosilelor sale. Cu o vechime de 508 milioane de ani (Cambrianul mijlociu),[2] este unul dintre primele paturi de fosile care conțin amprente cu părți moi.
- 1914: Are loc primul spectacol al Companiei Marioara Voiculescu-Bulandra, cu piesa "Soțul ideal", de Oscar Wilde.
- 1918: A fost asasinat șeful Direcției Politice de Stat a Rusiei bolșevice (C.E.K.A.), Urițki. In aceeași zi, la Moscova, a avut loc atentatul Faniei Kaplan asupra lui Lenin.
- 1940: A fost încheiat al doilea protocol al Dictatului de la Viena. România a fost nevoită să cedeze Ungariei, Nord-vestul Transilvaniei, cunoscut istoriografic sub numele de Transilvania de Nord.
- 1941: Intră în vigoare Acordul de la Tighina, un tratat semnat de Germania nazistă și România privind problemele de administrare, economice și de securitate ale Transnistriei.[3]
- 1944: România a rupt, după lovitura de stat de la 23 august, relațiile diplomatice cu Ungaria horthystă.
- 1948: A fost creată "Direcția Generală a Securității Poporului" (Securitatea).
- 1974: A fost realizat calculatorul pe bază de laser Coral.
- 1974: A fost inaugurat, la București, "Centrul demografic ONU-România", ca parte a conferinței mondiale asupra populației, la care au fost prezente 5000 de persoane.
- 1974: Un tren internațional deraiază la intrarea în Gara Centrală din Zagreb.Catastrofa feroviară duce la decesul a 153 de persoane.
- 1974: La Tokyo are loc atentatul asupra sediului Mitsubishi, care provoacă decesul a 8 persoane și la rănirea a altor 376.
- 1981: Președintele Iranului, Mohammad Ali Rajai, și primul ministru, Mohammad Javad, au fost uciși într-un atac cu bombe efectuat asupra clădirii guvernului.
- 1984: Primul zbor al navetei Discovery. Ultimul zbor va fi în 2011, un zbor de aprovizionare și mentenanță către Stația Spațială Internațională.
- 1986: Are loc Cutremurul de pământ din Vrancea, cu o magnitudine de 7,2, produs la o adâncime de 140 km, soldat cu peste 10 decese în România și Republica Moldova.
- 2005: Uraganul Katrina a devastat sudul SUA.
- 2021: Generalul Corpului de marină Kenneth McKenzie Jr. anunță că ultimele trupele americane au părăsit Afganistanul, încheind implicarea SUA în războiul din Afganistan. Președintele american, Joe Biden, confirmă sfârșitul războiului printr-o declarație.[4]
- 2021: Programul ONU pentru Mediu anunță că benzina cu plumb pentru vehiculele rutiere a fost eliminată treptat la nivel global, la o sută de ani de la introducerea sa.[5][6]

## Nașteri
- 1334: Petru al Castiliei (d. 1369)
- 1705: David Hartley, filosof englez (d. 1757)
- 1740: Nicolas-Antoine Nouet, astronom francez (d. 1811)
- 1745: Johann Hieronymus Schröter, astronom german (d. 1816)
- 1748: Jacques-Louis David, pictor francez (d. 1825)
- 1797: Mary Shelley, scriitoare britanică (d. 1851)
- 1811: Théophile Gautier, scriitor francez (d. 1872)
- 1830: Domingo Valdivieso, artist spaniol (d. 1872)
- 1846: Alexandru Podoleanu, compozitor român (d.1907)
- 1848: Gheorghe Bengescu, diplomat și publicist român, membru al Academiei Române (d.1921)
- 1852: Jacobus Henricus van 't Hoff, chimist olandez, laureat Nobel (d. 1911)
- 1855: Evelyn de Morgan, pictoriță engleză prerafaelită (d. 1919)
- 1871: Ernest Rutherford, fizician britanic, laureat Nobel (d. 1937)
- 1879: Aurel Popp, pictor, sculptor și grafician român (d. 1960)

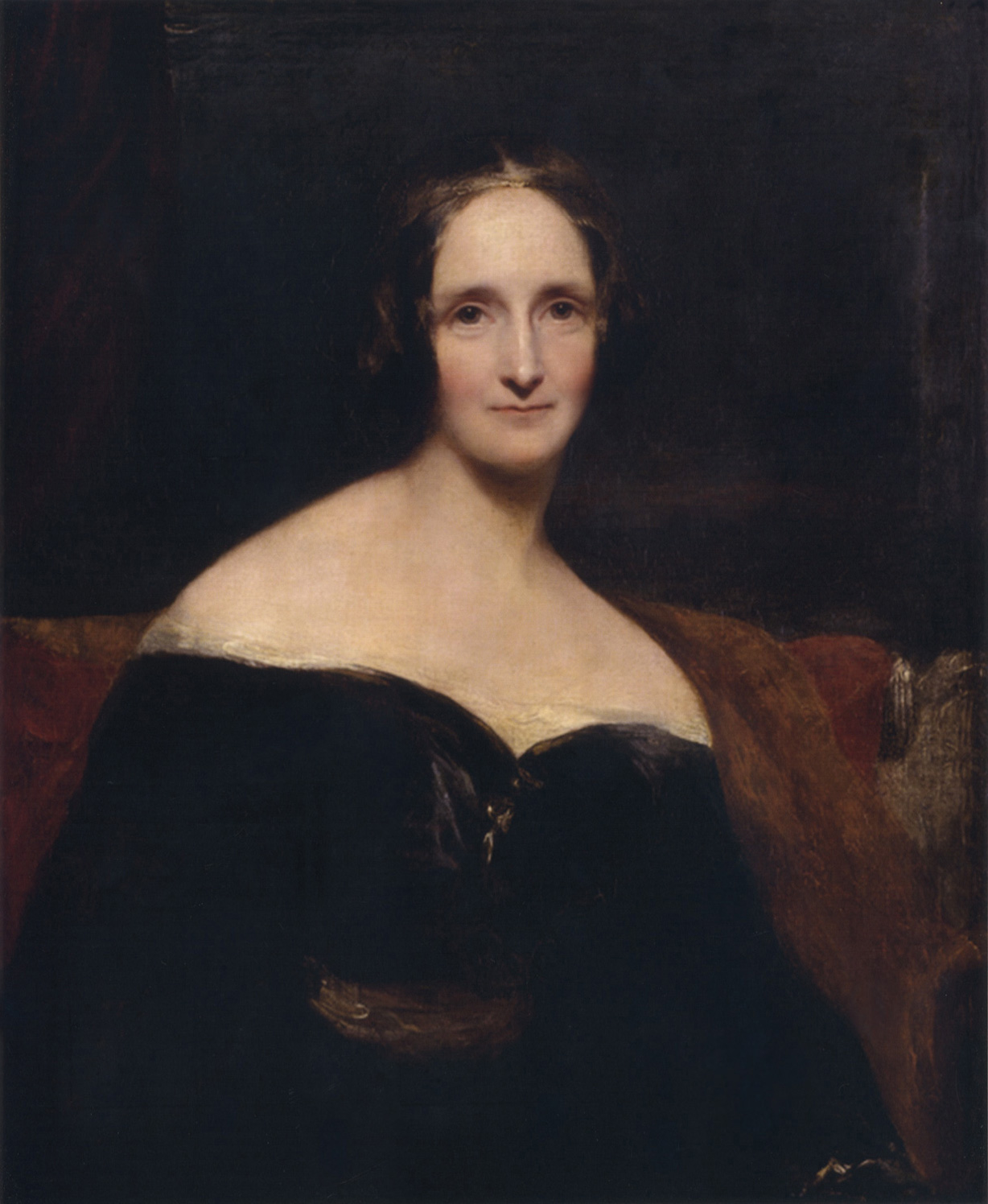
Mary Shelley, scriitoare britanică
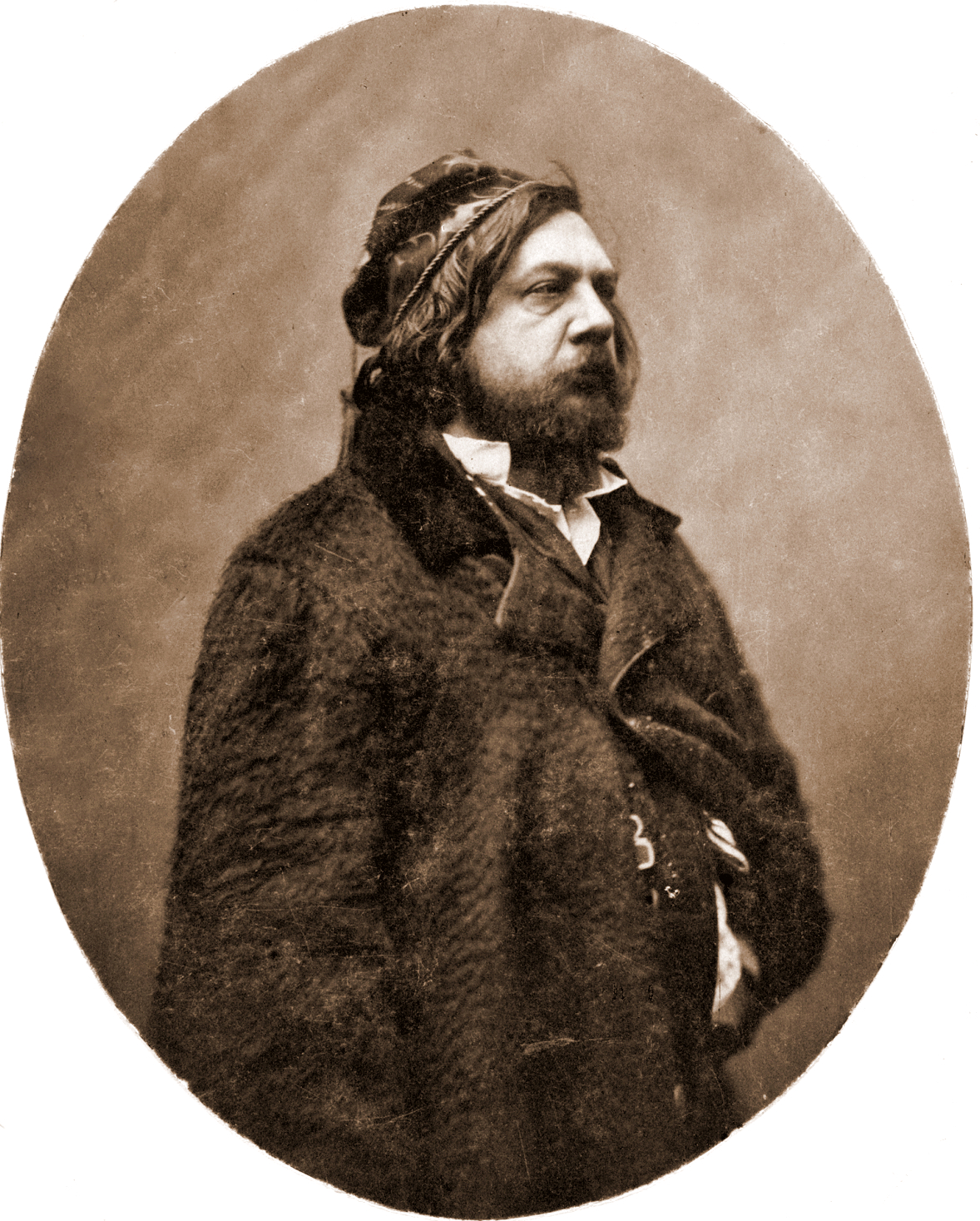
Théophile Gautier, scriitor francez
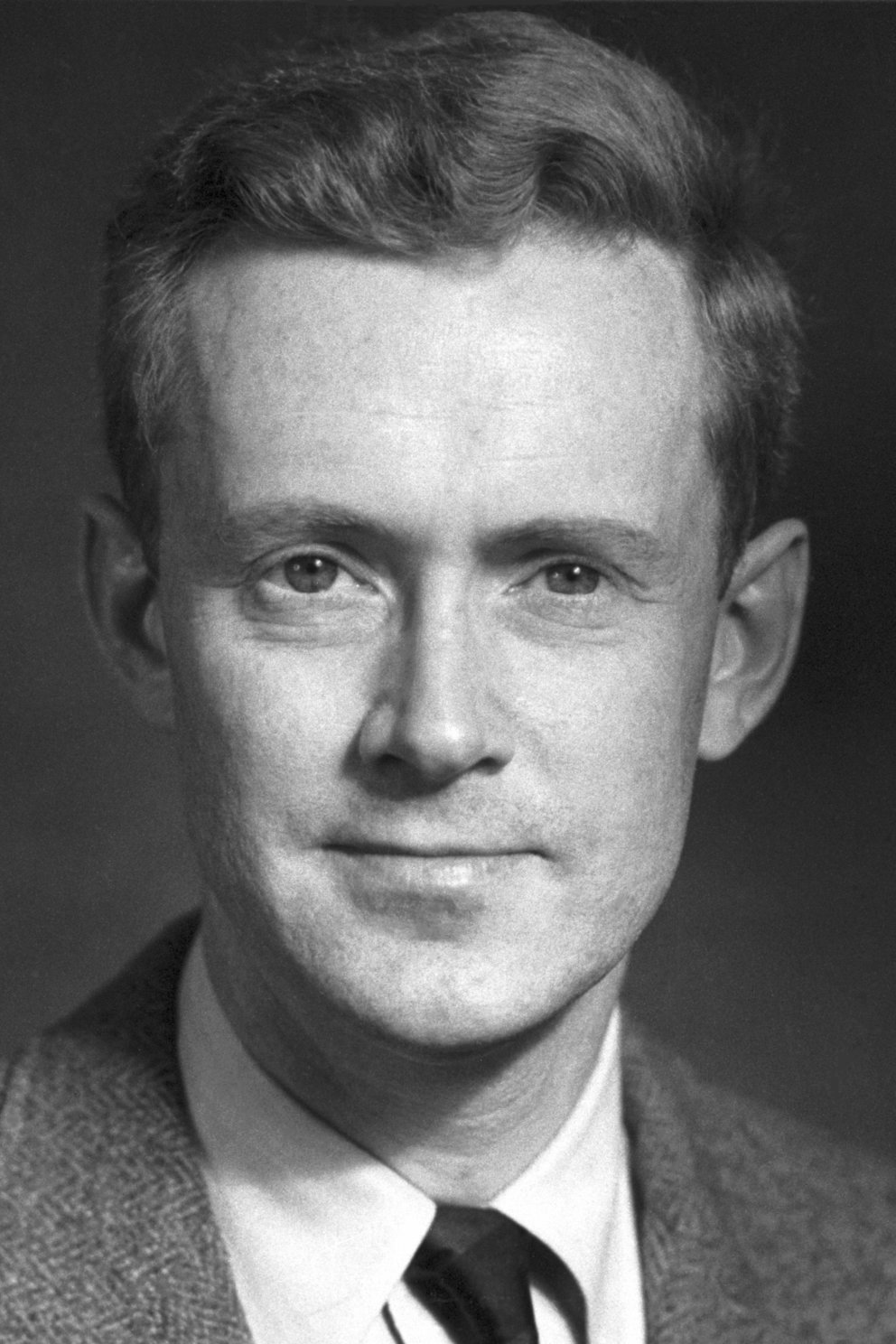
Edward Mills Purcell, fizician american, laureat Nobel

- 1884: Theodor Svedberg, chimist și fizician suedez, laureat Nobel (d. 1971)
- 1888: Ramón Acín, pictor spaniol (d. 1936)
- 1897: Aurel Petrescu, regizor și operator român (d. 1948)
- 1910: Augustin Z.N. Pop, istoric literar român (d. 1988)
- 1912: Edward Mills Purcell, fizician american, laureat Nobel (d. 1997)
- 1913: Vlad Voiculescu, medic român, membru al Academiei Române (d. 2001)
- 1924: Gabriel Chaborschi, muzician român de origine poloneză (d. 1990)
- 1927: Victor Emanuel Sahini, chimist român (d. 2017)
- 1928: Alain Rey, lingvist și lexicograf francez (d. 2020)
- 1930: Warren Buffett, om de afaceri miliardar american
- 1930: Mauro Ramos, fotbalist brazilian (d. 2002)
- 1934: Anatoli Solonițîn, actor sovietic (d. 1982)
- 1939: John Peel, disc jockey britanic (d. 2004)
- 1943: Anna Adamis, scriitoare și libretistă maghiară
- 1946: Regina Anne-Marie a Greciei, fosta regină a Greciei
- 1949: Peter Maffay, cantautor german născut în România
- 1952: Daniel Dăianu, economist și politician român
- 1956: Iuliu Moldovan, pictor român
- 1959: Ralu Filip, jurist și jurnalist român (d. 2007)
- 1961: Marius Chelaru, critic literar, eseist, poet, prozator, traducător, promotor cultural și editor român
- 1963: Paul Oakenfold, DJ de trance și producător muzical
- 1964: AG Weinberger, compozitor și interpret de muzică de jazz
- 1966: Aymen Benabderrahmane, politician algerian, prim-ministru al Algeriei (2021-prezent)
- 1966: Gelu Vlașin, poet român

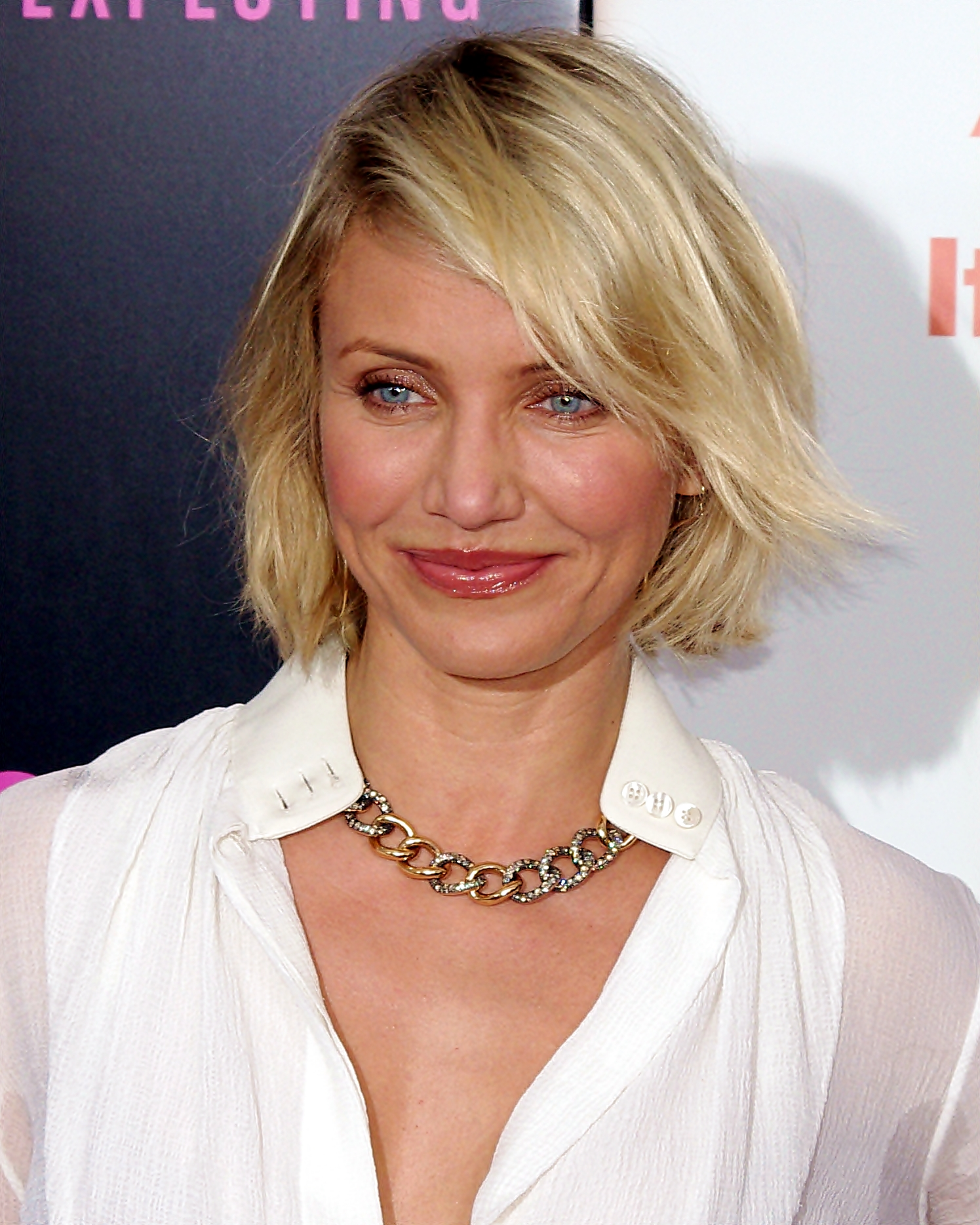
Cameron Diaz, actriță americană
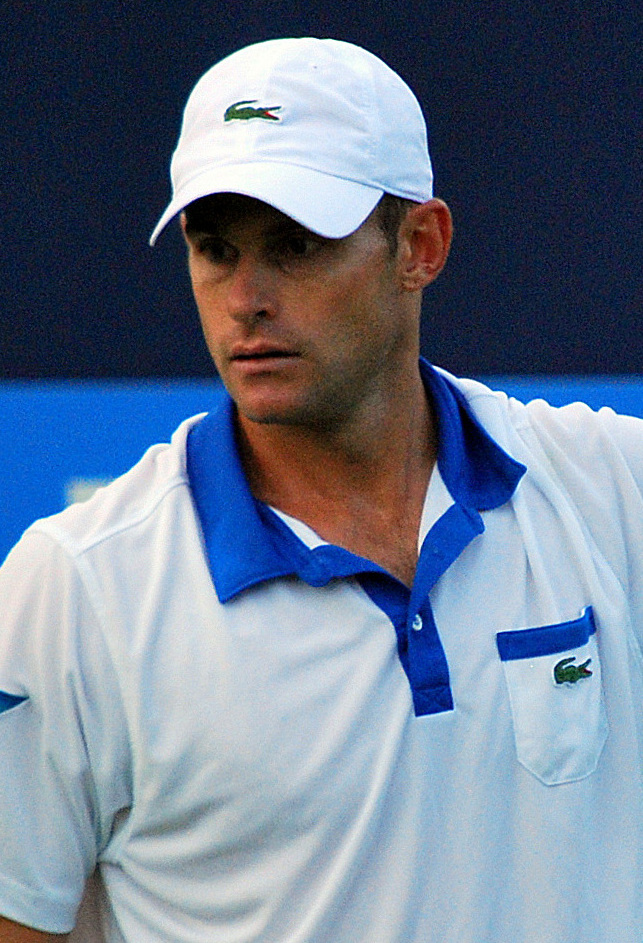
Andy Roddick, tenismen american, nr 1 mondial
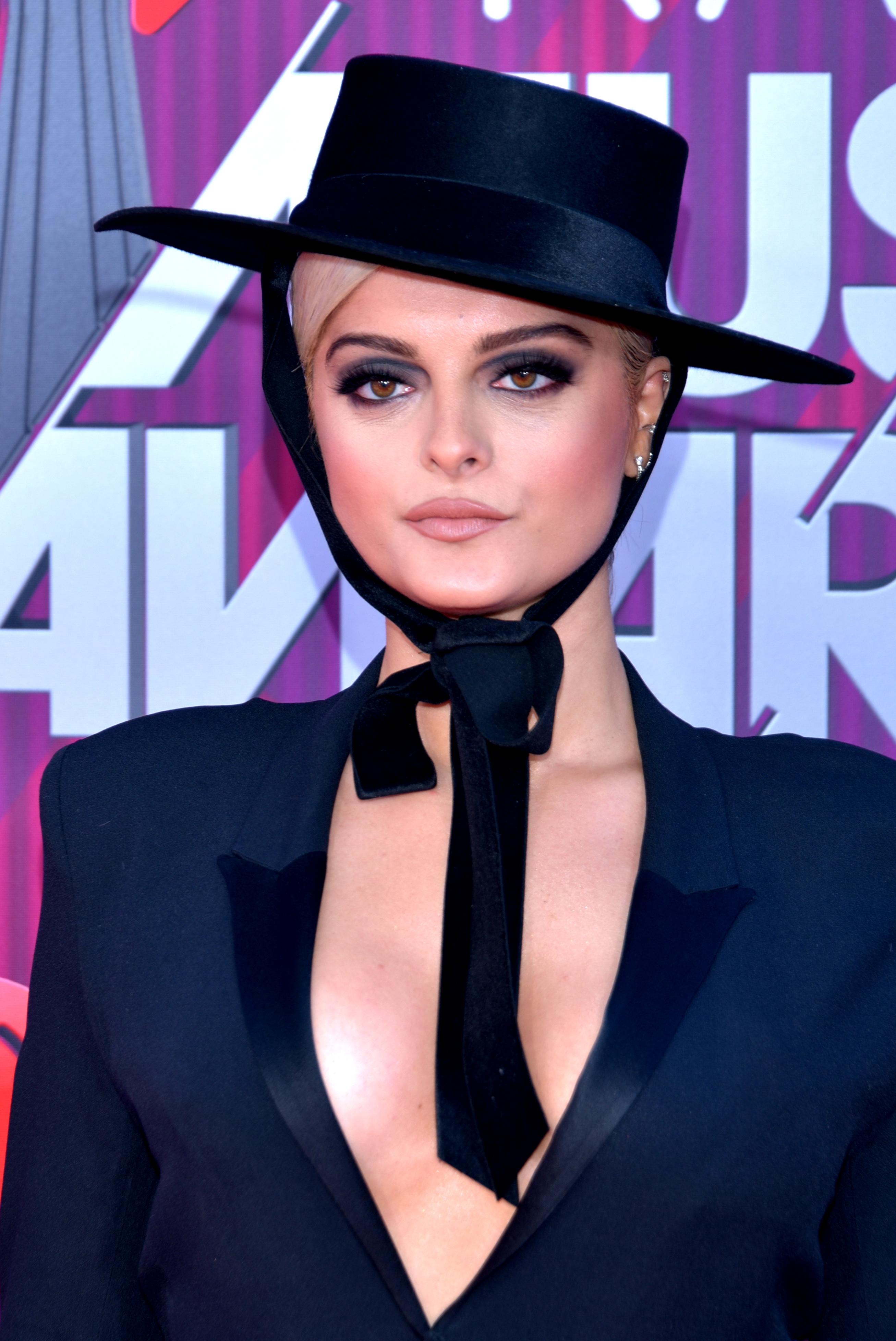
Bebe Rexha, cântăreață americană

- 1967: Gelil Eserghep, politician român
- 1972: Cameron Diaz, actriță americană
- 1974: Camilla Läckberg, scriitoare suedeză
- 1975: Radhi Jaïdi, fotbalist tunisian
- 1981: Tomasz Majewski, atlet polonez, aruncător de greutate
- 1982: Andy Roddick, tenismen american, nr 1 mondial
- 1983: Succès Masra, economist și om de stat din Ciad, prim-ministru (ianuarie - mai 2024)
- 1986: Paula Kinikinilau, rugbist româno-tongalez
- 1988: Alina Moloci, handbalistă română
- 1989: Bebe Rexha, cântăreață, compozitoare americană
- 1989: Billy Joe Saunders, boxer britanic
- 1990: Rossella Gregorio, scrimeră italiană

## Decese
- 1483: Regele Ludovic al XI-lea al Franței (n. 1423)
- 1580: Emanuel Filibert, Duce de Savoia (n. 1528)
- 1751: Christopher Polhem, inventator suedez (n. 1661)
- 1830: Louis Henri, Prinț de Condé (n. 1756)

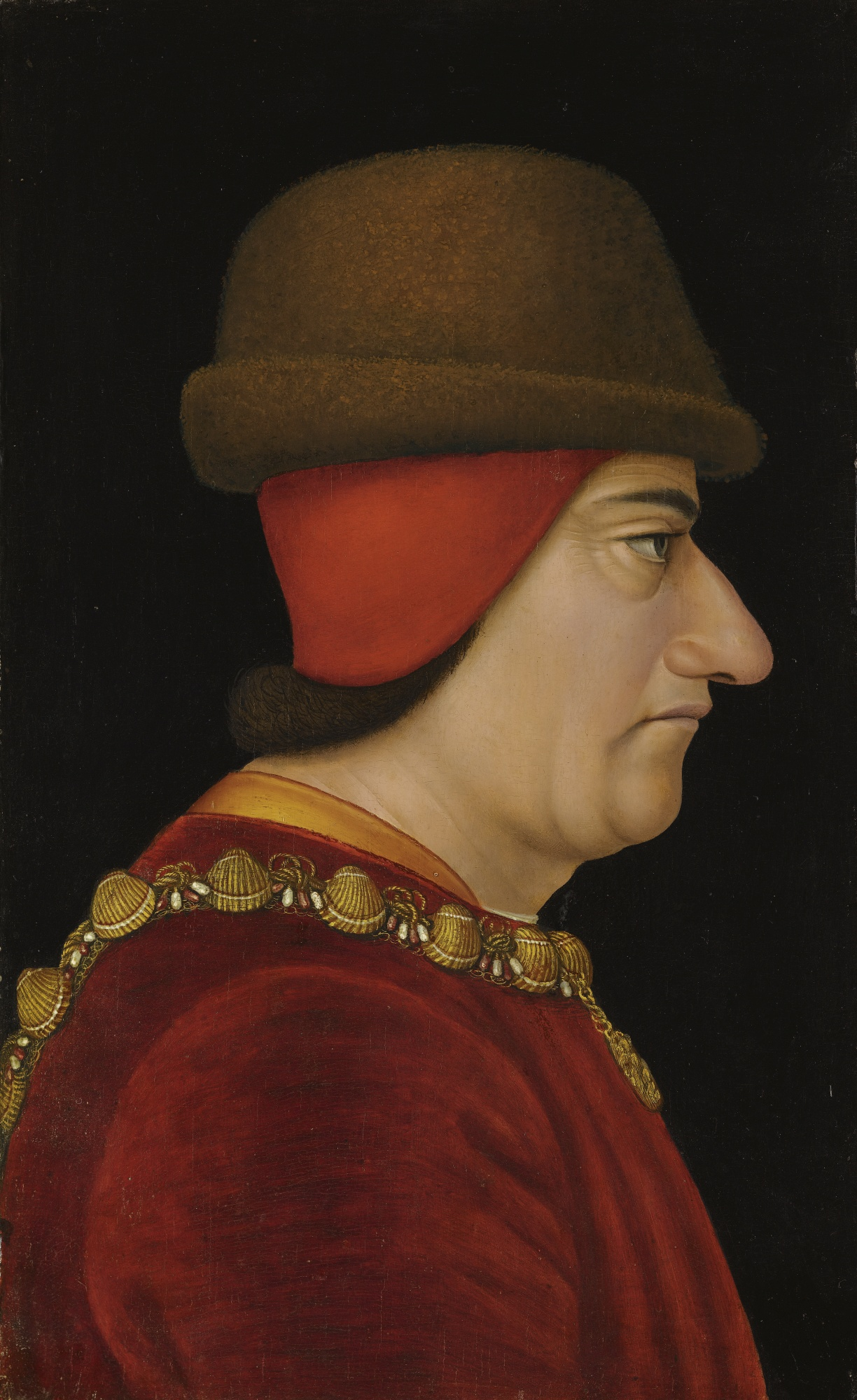
Regele Ludovic al XI-lea al Franței
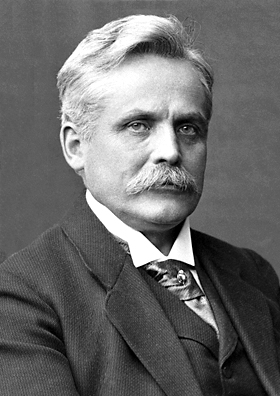
Wilhelm Wien, fizician german, laureat Nobel
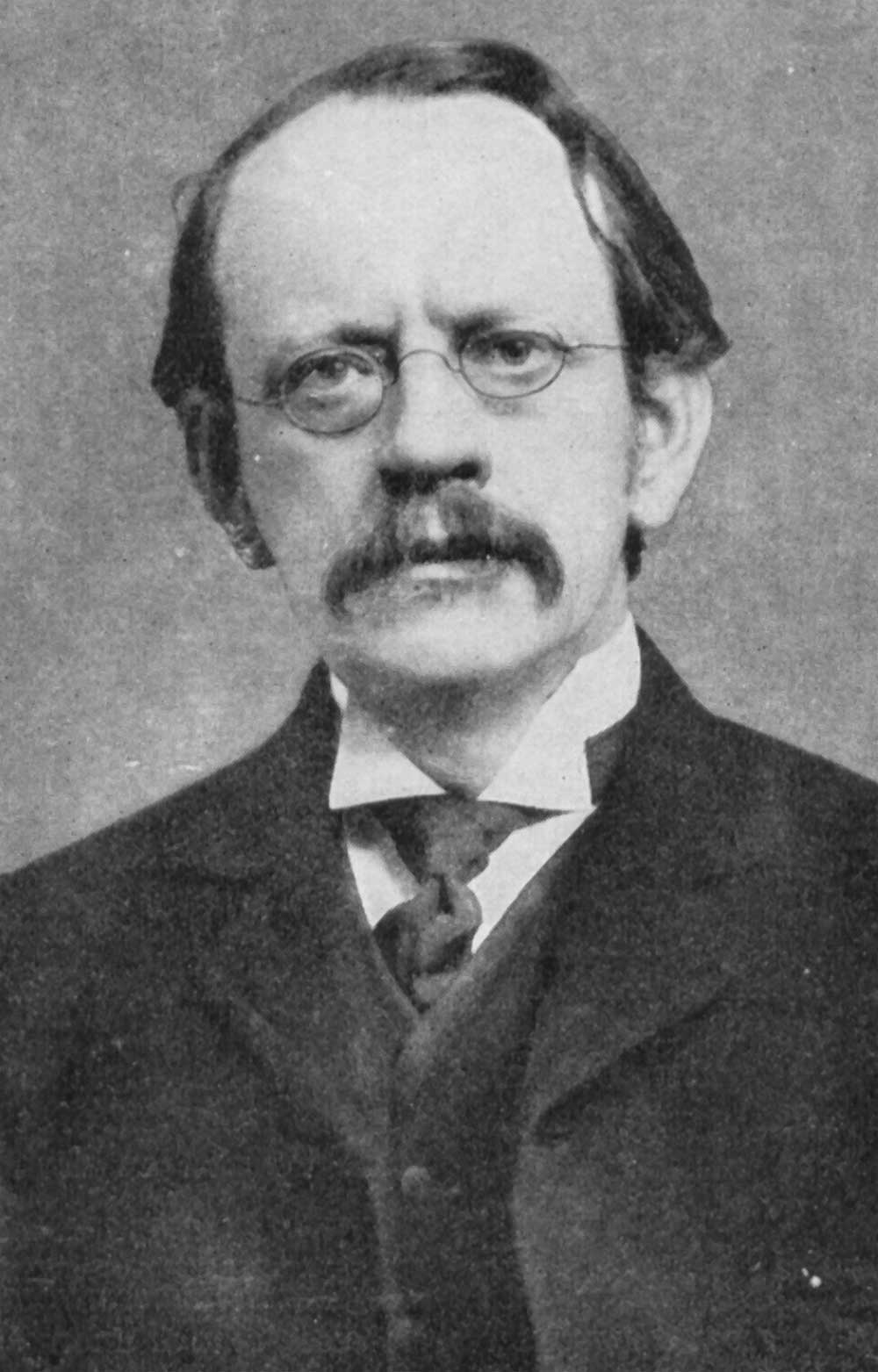
Joseph John Thomson, fizician englez, laureat Nobel

- 1831: Louise de Saxa-Gotha-Altenburg, soția lui Ernest I, Duce de Saxa-Coburg și Gotha (n. 1800)
- 1844: Francis Baily, astronom englez (n. 1774)
- 1877: Nicolae Valter Mărăcineanu, ofițer român, căzut la Grivița  (n. 1840)
- 1891: Emanoil Bacaloglu, fizician, chimist și  matematician român (n. 1830)
- 1928: Wilhelm Wien, fizician german, laureat Nobel (n. 1864)
- 1929: Emanoil Riegler, medic român (n. 1854)
- 1935: Henri Barbusse, prozator francez, militant comunist (n. 1873)
- 1940: Sir Joseph John Thomson, fizician englez, laureat Nobel (n. 1856)
- 1950: Alexandru Lapedatu, istoric și om politic român, membru al Academiei Române (n. 1876)
- 1961: Charles Coburn, actor american (n. 1877)
- 1963: Alexandra de Hanovra, prințesă a Marii Britanii și Irlandei, Ducesă de Brunswick-Lüneburg (n. 1882)
- 1964: Scarlat Lambrino, istoric român, membru al Academiei Române (n. 1891)
- 1975: Theodor Constantin, scriitor român (n. 1910)
- 1978: Tante Truus, binefăcătoare neerlandeză, dreaptă între popoare (n. 1896)
- 1981: Mohammad Ali Rajai, politician iranian, președinte al Iranului (n. 1933)
- 1981: François Seydoux de Clausonne, diplomat francez (n. 1905)
- 1989: Costin Murgescu, economist român, membru al Academiei Române (n. 1919)
- 1997: Ernest Wilimowski, fotbalist germano-polonez (n. 1916)
- 2003: Charles Bronson, actor american (n. 1921)
- 2006: Naghib Mahfuz, scriitor egiptean, laureat Nobel (n. 1911)

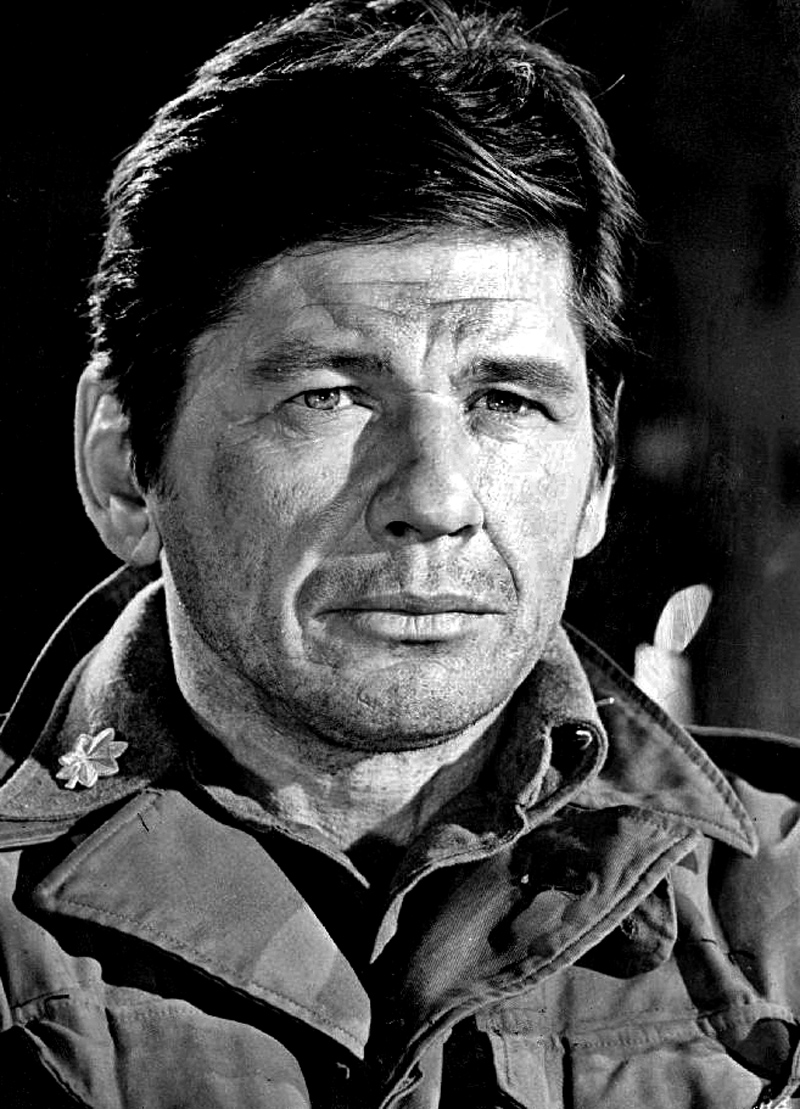
Charles Bronson, actor american
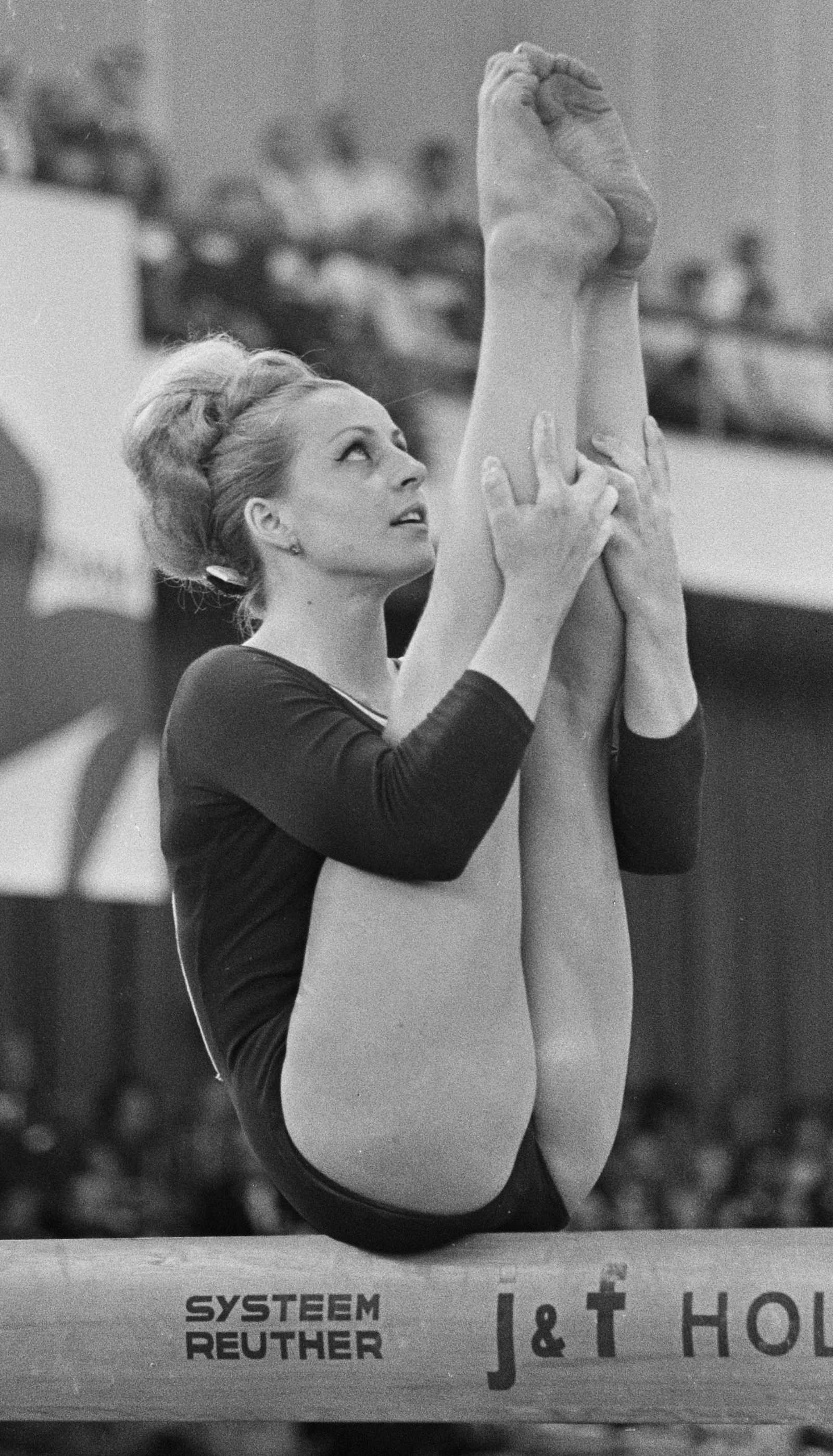
Věra Čáslavská, gimnastă cehă
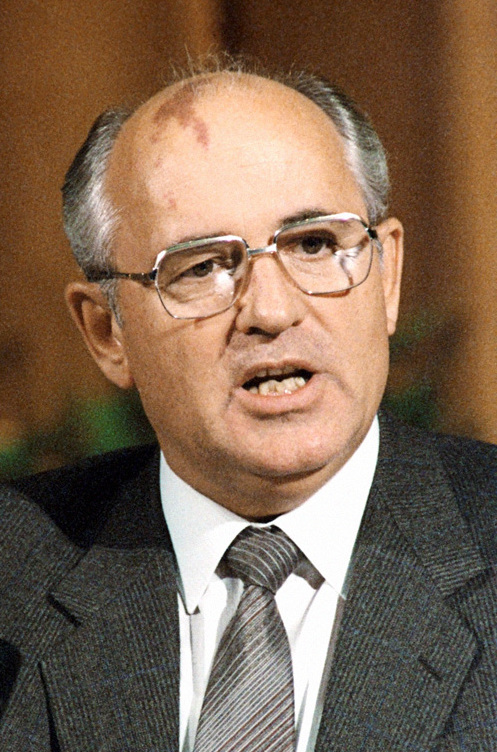
Mihail Gorbaciov, preşedinte al URSS

- 2012: Cornel Todea, regizor teatru și realizator de emisiuni de televiziune (n. 1935)
- 2013: Seamus Heaney, scriitor nord-irlandez, laureat Nobel (n. 1939)
- 2014: Shaban Demiraj, albanolog și lingvist albanez (n. 1920)
- 2015: Wes Craven, regizor de film, actor și scenarist american (n. 1939)
- 2015: Dan Iordăchescu, bariton român (n. 1930)
- 2016: Věra Čáslavská, gimnastă cehă (n. 1942)
- 2022: Mihail Gorbaciov, președinte al URSS (n. 1931)
- 2023: Mohamed Al-Fayed, om de afaceri egiptean (n. 1929)
- 2024: Fatman Scoop, rapper american (n. 1971)

## Sărbători
- Sf. Alexandru, Ioan și Pavel cel Nou, patriarhii Constantinopolului; Cuv. Fantin; Sf. Ierarh Varlaam, mitropolitul Moldovei; Sf. Ierarh Ioan de la Râșca și Secu, episcopul Romanului (calendar bizantin)
- Sfinții Felix și Adauctus, martiri din sec. al IV-lea (calendar latin)
- Azerbaidjan: Sărbătoare națională - Proclamarea independenței - (1991)